# Michiel de Ruiter
Michiel Adriaan de Ruiter (* 11. März 1964 in Ermelo) ist ein ehemaliger niederländischer Freestyle-Skier, der auf die Disziplin Aerials (Springen) spezialisiert war.

## Werdegang
De Ruiter trat im März 1985 in Oberjoch erstmals im Freestyle-Skiing-Weltcup an, wobei er den 35. Platz errang und sprang im folgenden Jahr bei den Weltmeisterschaften in Tignes auf den 34. Platz. In der Saison 1987/88 erreichte er mit dem 23. Platz im Aerials-Weltcup sein bestes Gesamtergebnis und kam im Jahr 1989 bei den Weltmeisterschaften in Oberjoch auf den 18. Platz. In den folgenden Jahren belegte er bei den Weltmeisterschaften 1991 in Lake Placid erneut den 18. Platz und bei den Weltmeisterschaften 1993 in Altenmarkt-Zauchensee den 21. Rang. Zudem errang er im Dezember 1990 in Piancavallo mit dem fünften Platz seine beste Platzierung im Weltcup und nahm an den Olympischen Winterspielen 1992 in Albertville am Demonstrationswettbewerb im Aerials teil, wobei er Zwölfter wurde. In seiner letzten Saison als aktiver Sportler 1993/94 kam er im Weltcup mit zwei Top-Zehn-Platzierungen erneut auf den 23. Platz im Aerials-Weltcup. Beim Saisonhöhepunkt, den Olympischen Winterspielen 1994 in Lillehammer, belegte er den 17. Platz.

## Erfolge

### Olympische Spiele
- 1992 Albertville: 12. Platz Aerials (Demonstrationswettbewerb)
- 1994 Lillehammer: 17. Platz Aerials

### Weltmeisterschaften
- 1986 Tignes: 34. Platz Aerials
- 1989 Oberjoch: 18. Platz Aerials
- 1991 Lake Placid: 18. Platz Aerials
- 1993 Altenmarkt-Zauchensee: 21. Platz Aerials

### Weltcupwertungen
De Ruiter nahm an 33 Weltcups teil und erreichte vier Top-Zehn-Platzierungen.
| Saison  | Gesamt | Gesamt | Aerials | Aerials |
| Saison  | Platz  | Punkte | Platz   | Punkte  |
| ------- | ------ | ------ | ------- | ------- |
| 1985/86 | -      | -      | 53.     | 2       |
| 1986/87 | 77.    | 4      | 27.     | 24      |
| 1987/88 | 62.    | 8      | 23.     | 59      |
| 1989/90 | 91.    | 2      | 31.     | 15      |
| 1990/91 | 68.    | 6      | 25.     | 55      |
| 1991/92 | 102.   | 2      | 36.     | 18      |
| 1992/93 | 113.   | 4      | 46.     | 24      |
| 1993/94 | 62.    | 28     | 23.     | 228     |